# Рогатинський художньо-краєзнавчий музей
Рогатинський художньо-краєзнавчий музей (або Музей-садиба Миколи Угрина-Безгрішного) — музей художньо-краєзнавчого профілю в районному центрі Івано-Франківської області місті Рогатині; складова частина Рогатинського музейного комплексу, який включає також Церкву Святого Духа, і є філіалом обласного художнього музею.

## Загальні дані
Музей діє в приміщенні відновленої садиби Миколи Угрина-Безгрішного, і розташований за адресою:
Музей-садиба Миколи Угрина-Безгрішного, вул. М. Угрина-Безгрішного, буд. 14, м. Рогатин—77000 (Івано-Франківська область, Україна).
Завідувачем музейного комплексу у місті Рогатині-філіалу Івано-Франківського обласного художнього музею є Петрів Тетяна Василівна.

## З історії музею
20 червня 2001 року в Рогатині відновлено садибу Миколи Угрина-Безгрішного, в якій передбачалось створення краєзнавчого музею.
8 квітня 2003 року на базі відновленої садиби Миколи Угрина-Безгрішного створено історико-краєзнавчий музей Миколи Угрина-Безгрішного.
15 червня 2004 року в Рогатині на базі музею-пам'ятки дерев'яної архітектури і живопису XVI-XIX ст. церкви Святого Духа та краєзнавчо-історичного музею-садиби Миколи Угрина-Безгрішного створено музейний комплекс обласного підпорядкування (філіал Івано-Франківського обласного художнього музею).
Наприкінці 2007 року профіль музею-садиби Миколи Угрина-Безгрішного було змінено з краєзнавчо-історичного на художньо-краєзнавчий.

## Експозиція та діяльність
В експозиції Рогатинського художньо-краєзнавчого музею зібрані матеріали, що ілюструють життя та творчість Миколи Угрина та його сучасників.  Серед них архітектор Роман Грицай (1887-1968),  художники Юліан Панькевич (1863-1933), Володимир Баляс (1906-1980) та Едвард Козак (1902-1992).

Один з експонатів музею — макет Рогатина XVII століття

Зокрема, в музеї представлені живопис і графіка (наприклад зберігаються найбільші в Україні колекції робіт Володимира Баляса та Юліана Панькевича), а також документи і фотоматеріали з життя художників, ескізи обкладинок, книги з ілюстраціями, проспекти виставок тощо.
Музейна експозиція включає також зразки народного мистецтва, етнографії та побуту мальовничого куточка України — Рогатинського Опілля.
У музеї, крім того, є окремий експозиційний розділ, що присвячений Насті Лісовській-Роксолані. Тут можна подивитись репродукції прижиттєвих портретів Роксолани та її чоловіка султана Сулеймана Пишного, різні документи та фотоматеріали з її життя, і макет середньовічного міста Рогатина.
Музейний розділ про сакральне мистецтво Рогатинщини репрезентує давні ікони, фрагменти іконостасів, стародруки, документи, пом'яники, речі церковного вжитку.
У Рогатинському художньо-краєзнавчому музеї відбуваються виставки художників та народних майстрів.